# François de Villeneuve

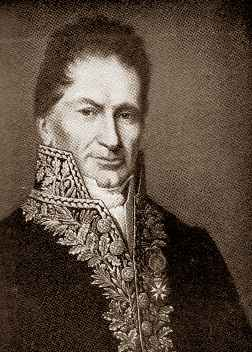
François de Villeneuve

Pons-Louis-François de Villeneuve-Hauterive (bekend als markies de Villeneuve, Saint-Pons-de-Thomières, 11 januari 1774 - Péguilhan, 1842) was een Frans royalistisch politicus in de eerste helft van de 19e eeuw.

## Levensloop

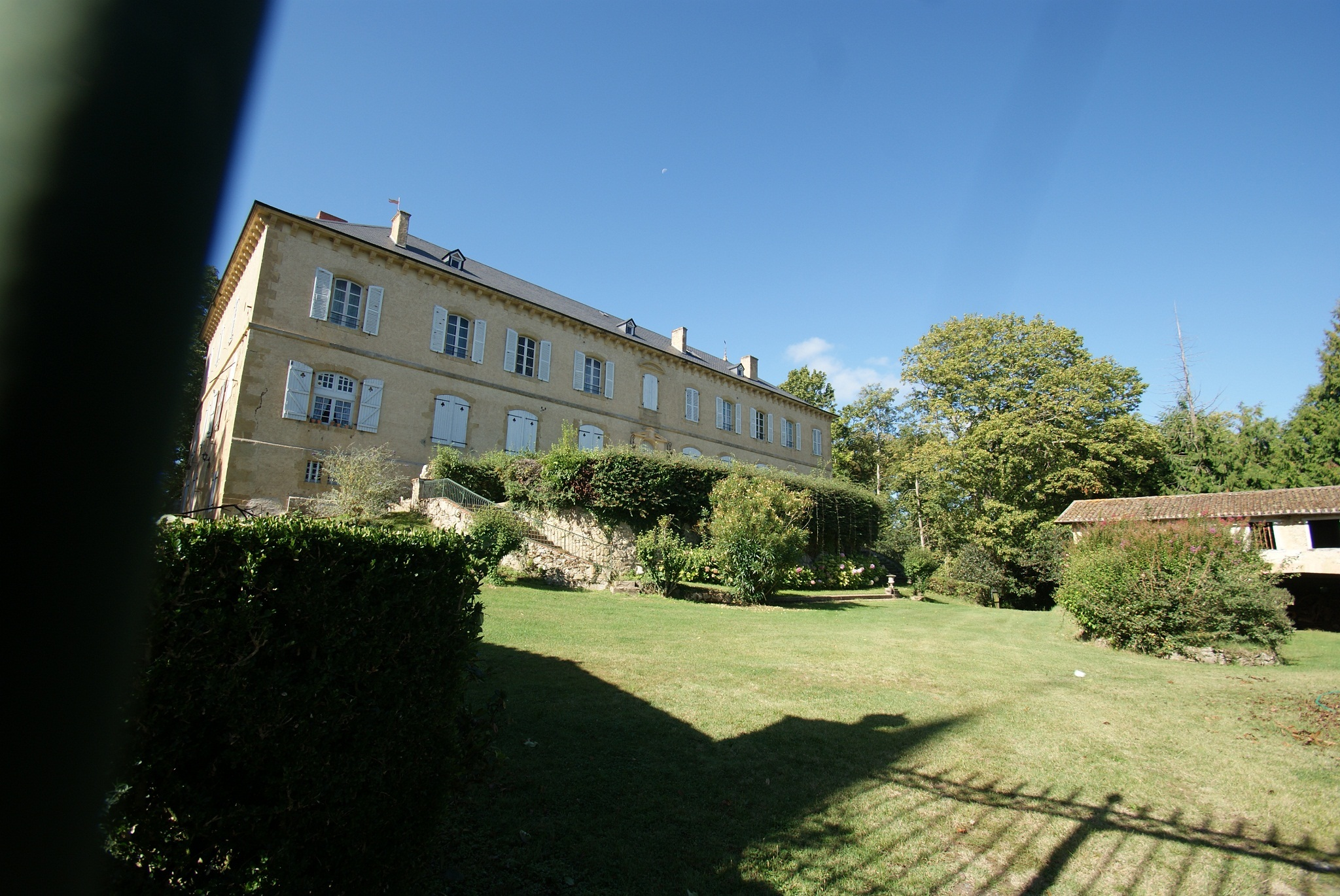
Château de Villeneuve in Péguilhan

De Villeneuve was de zoon van Jean de Villeneuve-Hauterive, een telg uit een oud adellijk geslacht uit de Languedoc, en Rose Amblard. Hij was voorbestemd voor een kerkelijke carrière en studeerde aan het Collège de Juilly in Parijs. Als tiener en nog voor zijn priesterwijding ontving hij in commendam de priorijen van Argenton en van Leydet. Na het uitbreken van de Franse Revolutie vervoegden zijn oudere broers Maurice en Louis een leger van émigrés in Koblenz. François en zijn ouders werden tijdens de Terreur gearresteerd en gevangen gehouden in Saint-Pons-de-Thomières. Pas in 1795 kwam François de Villeneuve vrij en hij wist de familiegoederen terug te krijgen. Hij zag af van een kerkelijke carrière en huwde in 1796 Marceline de Vernon. Het echtpaar nam zijn intrek in het kasteel van Péguilhan, een erfgoed van de familie van de bruid. Het echtpaar kreeg vier kinderen. In 1804 verbond de Villeneuve zich met het napoleontisch regime en werd achtereenvolgens bestuurder van een kanton en burgemeester van Péguilhan. 
Na de terugkeer van het huis Bourbon in 1814 zegde de Villeneuve het koningshuis zijn steun toe. In mei van dat jaar werd hij aangesteld als prefect van Tarn-et-Garonne en in september van Hautes-Pyrénées. Tijdens de honderd dagen van Napoleon werd hij als royalist gearresteerd, maar hij wist te ontsnappen naar Spanje. Tijdens de Restauratie, in 1816, werd hij opnieuw aangesteld als prefect, ditmaal in Cher. Daar zette hij zich in voor de ontsluiting van het departement en de industriële ontwikkeling. Na twee jaar werd hij prefect van Creuse en daarna nog van Corrèze. Na de Julirevolutie van 1830 vergezelde hij koning Karel X in ballingschap. Na zijn terugkeer in Frankrijk trok de markies de Villeneuve zich terug op zijn kasteel in Péguilhan, waar hij in 1842 overleed.

## Persoonlijkheid
François de Villeneuve was geïnteresseerd in geschiedenis. Als prefect van Cher zette hij zich speciaal in voor het behoud van het kasteel van Mehun, dat verloren dreigde te gaan door afbraak. Verder was hij geïnteresseerd in tuinbouw en bloementeelt. Als prefect had hij de reputatie arrogant en autoritair te zijn en arbitrair te handelen.

## Publicaties
De l'agonie de la France. Examen de la situation morale, matérielle, politique, de la monarchie francaise werd tussen 1835 en 1838 in twee delen uitgegeven.
Zijn memoires werden in 1889 postuum uitgegeven onder de titel Charles X et Louis XIX en exil. Mémoires inédits du marquis de Villeneuve.